# Sreća dolazi u 9 (1961.)
Sreća dolazi u 9 je hrvatski dugometražni film iz 1961. godine.

## Glumačka postava
- Irena Prosen kao plavokosa djevojka i Danijela Dorija
- Antun Vrdoljak kao Miki
- Drago Krča kao Galus
- Pero Kvrgić kao profesor
- Mia Oremović kao gospođa Puhek
- Viktor Bek kao noćni čuvar
- Mila Dimitrijević kao Sreća
- Tatjana Beljakova kao Briga
- Siniša Knaflec kao Pepi
- Antun Nalis kao pijani građanin
- Nikša Stefanini kao pisac i manijak noćnih šetnji
- Asta Filakovac
- Marija Aleksić kao konobarica
- Duka Tadić kao policajac #1
- Julije Perolaki kao policajac #2
- Slavica Fila kao novinarka obožavateljica
- Zvonimir Ferenčić kao predstavnik sindikata
- Dragan Janković
- Ivan Šubić kao novinar
- Branko Kubik